# منظر من النافذة في لو غرا

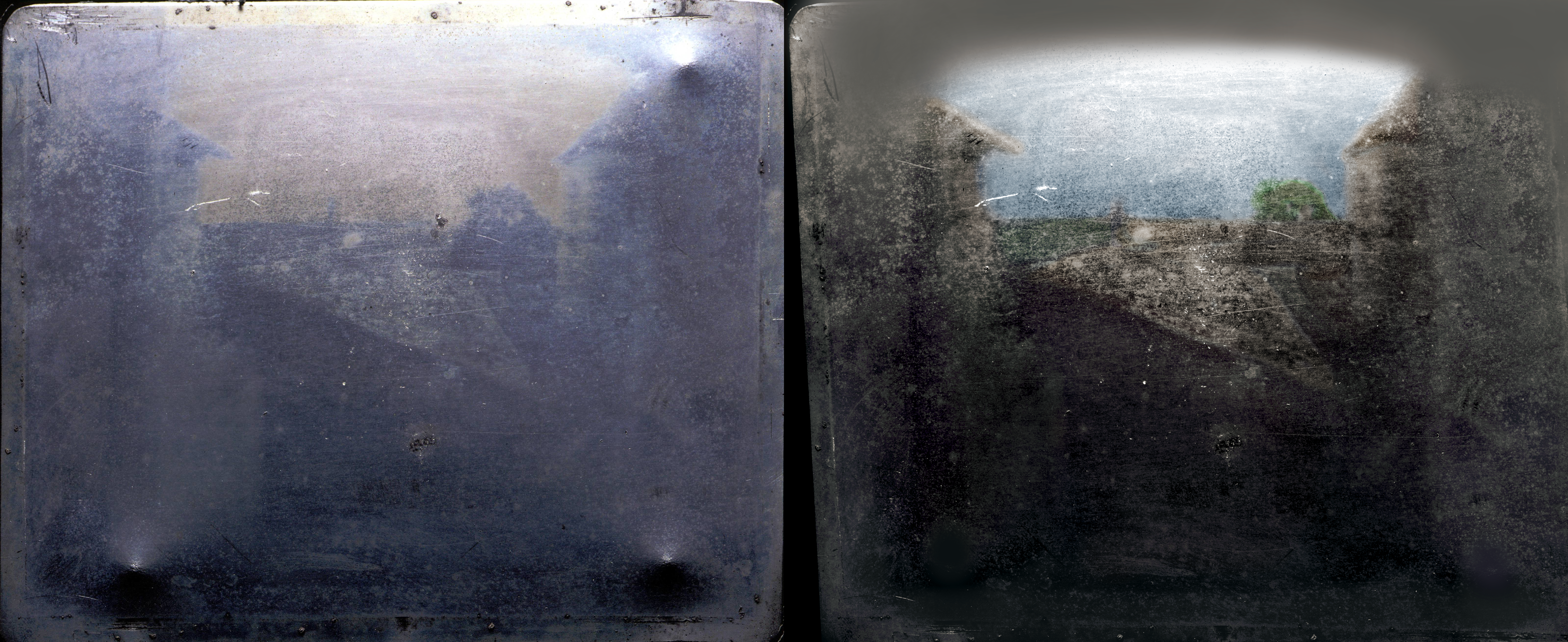
الصورة الأصلية (يسار) والنُسخة المُحسنة المُعاد تلوينُها (يمين). تم التعرف على موقع التقاط «نيسفور نپبس» للصورة، في منزله من نافذة غُرفة نومه من الطابق الثاني تواجه جهة الجنوب.

مَنظر من النافِذة في لو غرا، هي أوَّل صورة فوتوغرافيَّة ناجحة في التاريخ، التقطها المُخترع الفرنسي «نيسفور نپبس» سنة 1827، في سان لوب دي فارين، فرنسا.

## التكوين
التقط «نيبس» المشهد بكاميرا مظلمة مُسقطة على لوحة بيوتر مقاس 16.2 × 20.2 سم مُغطاة بقار من الإسفلت الطبيعي. تصلب الإسفلت في المناطق ذات الإضاءة الساطعة، ولكن في المناطق ذات الإضاءة الخافتة، ظل قابلاً رطبًا ويمكن غسله بمزيج من زيت اللافندر والنفط الأبيض. نظرًا لتعرُّضها للضوء طيلة ثماني ساعات، فإنَّ المباني تُنيرها الشمس من على اليمين واليسار فقط، والذي أصبح التقدير التقليدي. وجد الباحث الذي درس مُلاحظات «نيبس» وأعاد صياغة عملياته أن التعرض لابد أن يستمر لعدة أيام.

## التاريخ

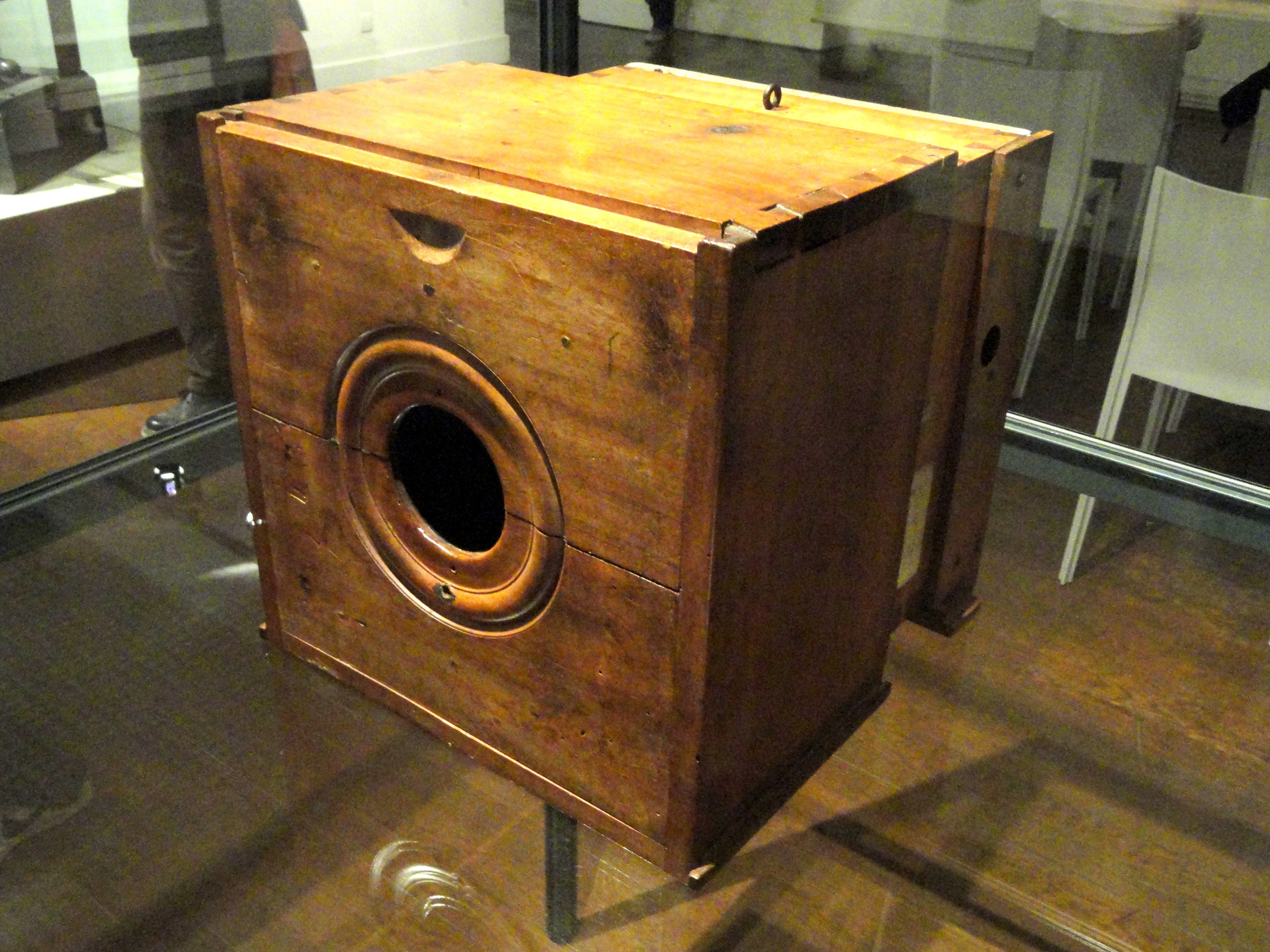
كاميرا «نيبس» المُظلمة تَعود إلى عام 1820.

في أواخر عام 1827، زار «نيبس» المملكة المتحدة. عرض الصورة والعديد من العينات الأخرى من عمله لرسام النبات «فرانز باور». كان «مَنظر من النافِذة في لو غرا» هو المثال الوحيد لصورة فوتوغرافية؛ بقية العينات كانت نُسخًا مُكشوفة للتلامس من الأعمال الفنية. شجع «باور» «نيبس» لتقديم عمليته «التصوير الشمسي» للجمعية الملكية. كتب «نيبس» وقدم ورقة ولكنه لم يكن على استعداد للكشف عن أي تفاصيل مُحددة فيها، لذلك رفضتها الجمعية الملكية بناءً على قاعدة تحظر العروض التقديمية حول العمليات السرية غير المكشوف عنها. قبل عودته إلى فرنسا، أعطى «نيبس» أوراقه وعيناته إلى «باور». توفي «نيبس» فجأة في عام 1833 بسبب سكتة دماغية.
بعد الإعلان علنًا عن عمليات التصوير الفوتوغرافي الرائدة التي قام بها «لويس داجير» و«هنري فوكس تالبوت» في يناير 1839، دافع باور عن حق «باور» في الاعتراف به كأول مُخترع لعملية التقاط الصور الفوتوغرافية. في 9 مارس 1839، تم عرض العينات أخيرًا في الجمعية الملكية. بعد وفاة «باور» في عام 1840 مروا بعدة أيادي عُرضت الصورة في بعض الأحيان فقط لكونها فضولًا تاريخيًا. تم عرض «مَنظر من النافِذة في لو غرا» علنًا آخر مرة في عام 1905 ثم سقطت في النسيان لما يقرب الخمسين عامًا.

## عودة الظهور

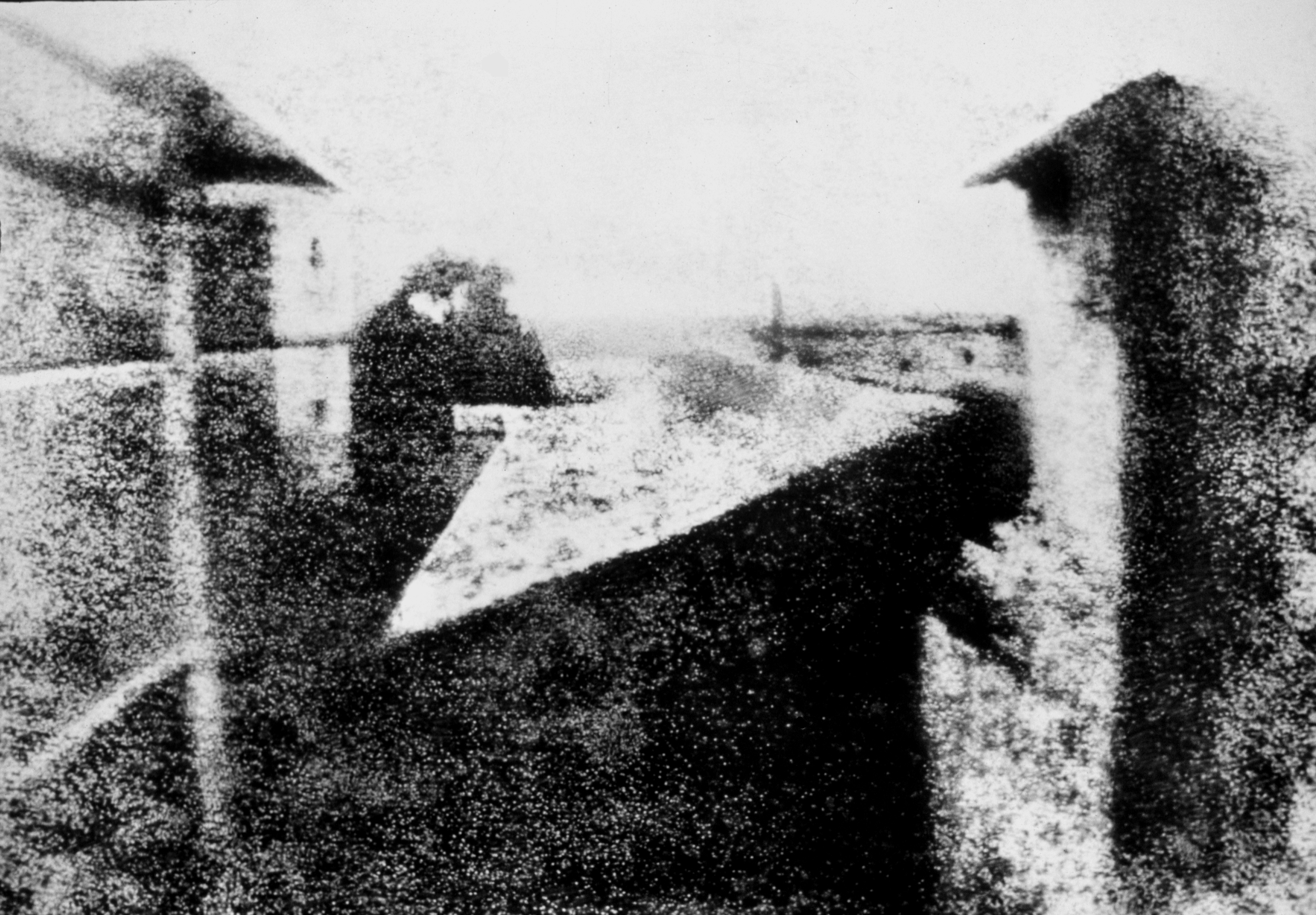
مَنظر من النافِذة في لو غرا (نُسخة مُحسّنة يدويًا).

قام المؤرخان «هيلموت جيرنسهايم» وزوجته «أليسون جيرنسهايم» بتعقب الصورة في عام 1952 وأبرزوها إلى الصدارة، مما عزز الادعاء بأن «نيبس» هو مُخترع التصوير الفوتوغرافي. كان لديهم خبير في مُختبر أبحاث كوداك لعمل نسخة فوتوغرافية حديثة، ولكن ثبت أنه من الصعب للغاية إنتاج تمثيل مُناسب لكل ما يمكن رؤيته عند فحص اللوحة الفعلية. قام «هيلموت غيرنسهايم» بتنقيح إحدى النُسخ المطبوعة بشكل كبير لتنظيفها وجعل المشهد أكثر قابلية للفهم، وحتى أواخر سبعينيات القرن الماضي، سمح بنشر هذه النُسخة المحسنة فقط. اتضح أنه في وقت ما بعد النسخ في عام 1952، تعرضت اللوحة للتشوه واكتسبت نتوءات بالقرب من ثلاث من أركانها، مما تسبب في انعكاس الضوء بطرق تتداخل مع رؤية تلك المناطق والصورة ككُل.
خلال الخمسينيات وأوائل الستينيات، تجول «هيلموت غيرنسهايم» في الصورة في العديد من المعارض في أوروبا. في عام 1963، اشترى «هاري رانسوم» معظم مجموعة صور «هيلموت غيرنسهايم» لجامعة تكساس في أوستن. على الرغم من أنه نادرًا ما يتم اعارة الصورة، فقد زارت مدينة مانهايم بألمانيا في الفترة 2012-2013، كجزء من معرض بعنوان ولادة التصوير الفوتوغرافي - أضواء على مجموعة «هيلموت غيرنسهايم». عادة ما يتم عرضها في الردهة الرئيسية لمركز هاري رانسوم في أوستن، تكساس.

## التحليل العلمي والحفظ

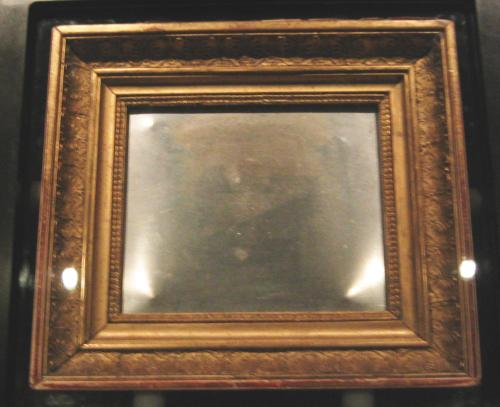
الصورة الأصلية معروضة في مركز هاري رانسوم في أوستن، تكساس، 2004.

خلال مشروع دراسة وحفظ أجري في 2002-2003، فحص العلماء في معهد جيتي للحفظ الصورة باستخدام التحليل الطيفي للأشعة السينية، والتحليل الطيفي للأشعة تحت الحمراء، وتقنيات أخرى. وأكدوا أن الصورة تتكون من البيتومين وأن الصفيحة المعدنية عبارة عن بيوتر (قصدير مخلوط بالرصاص، بالإضافة إلى كميات ضئيلة من الحديد والنحاس والنيكل). كما صمم المعهد وبنى نظام حالة العرض المُفصل الذي يضم الآن الصورة في بيئة مُستقرة وخالية من الأكسجين تخضع للمُراقبة المُستمرة.
في عام 2007، نشر علماء من مُتحف اللوفر تحليلاً للصورة باستخدام تحليل الحزمة الأيونية، مع البيانات التي تم التقاطها على مُسرعهم الكهروستاتيكي. أظهر هذا تفاصيل عملية الأكسدة التي أدت إلى تآكل الصورة.

## الأهمية
في عام 2003، أُدرجت «مَنظر من النافِذة في لو غرا» ضمن 100 صورة غيرت العالم. في مقال لمجلة «فن على ورق»، قيل إن الصورة تحتوي على «مطالبة عادلة» كأول صورة فوتوغرافية.